# إفراغ

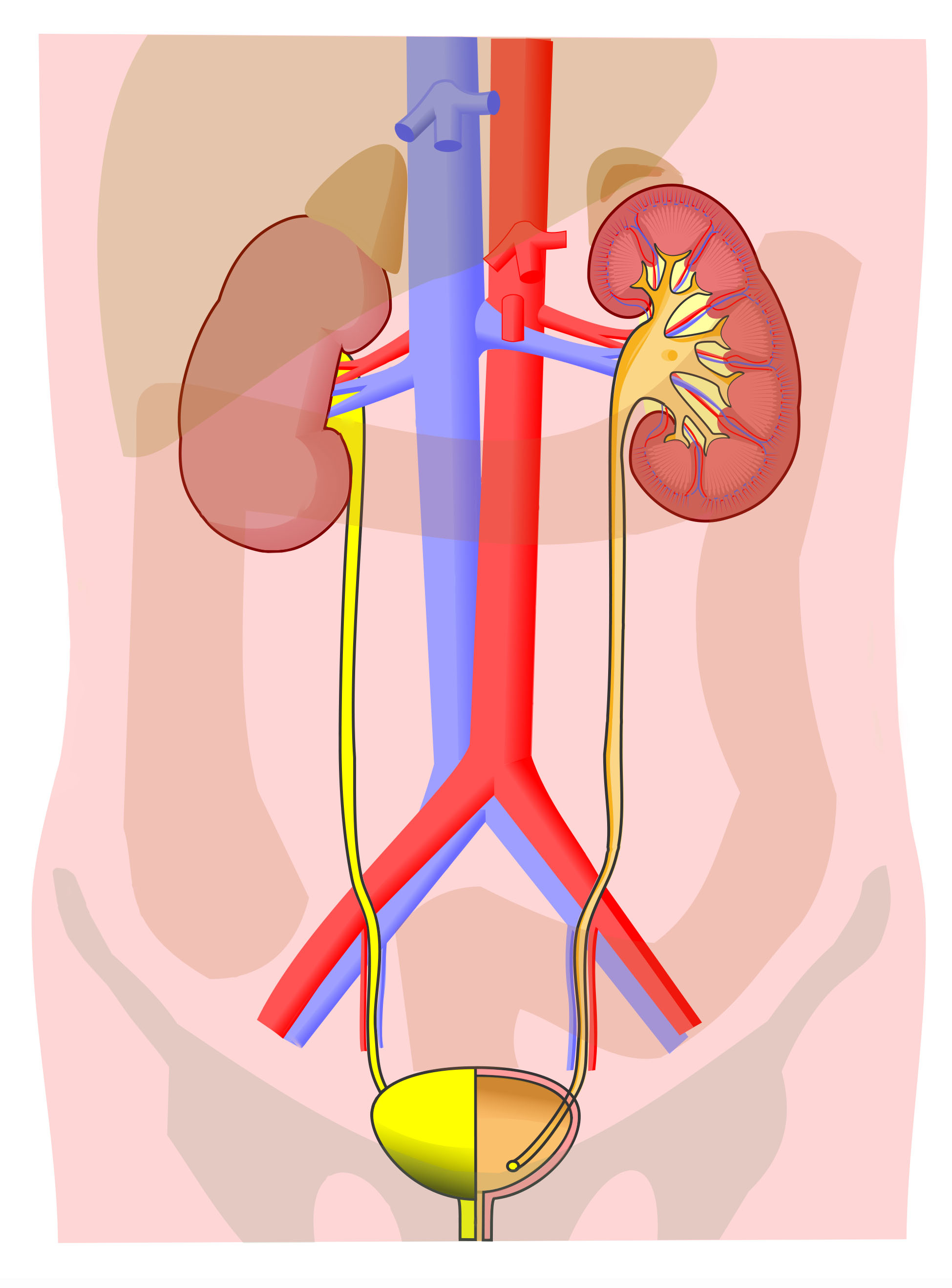
تفرغ الثدييات البول عبر الجهاز البولي

الإفراغ أو الإخراج (الاسم العلمي: Excretion) هو التخلص من الفضلات الأيضيَّة، وهي عمليةٌ أساسيَّةٌ في الكائنات الحيَّة جميعها. تحدث في الفقاريات بشكلٍ أساسيٍ عبر الرئتين والكلية [الإنجليزية] والجلد، وتختلف عن الإفراز (الاسم العلمي: Secretion) بأنَّ المادة المُفرَزة ذات مهامٍ محددةٍ بعد مغادرة الخلية. مثلًا تفرغ الثدييات المشيميَّة البول من المثانة عبر الإحليل، وهو جزءٌ من الجهاز الإفراغي. كما أنَّ الكائنات وحيدة الخليَّة تفرغ الفضلات مباشرةً عبر سطح الخليَّة.
تحدث عدة تفاعلاتٍ كيميائيَّة في الجسم أثناء الأنشطة الحياتية مثل التنفس الخلوي، وتُعرف هذه التفاعلات باسم الأيض، حيث تُنتج فضلاتٍ مثل ثنائي أكسيد الكربون والماء والأملاح واليوريا وحمض البول. يؤدي تراكم هذه الفضلات بمستوياتٍ تتجاوز حدًا معينًا داخل الجسم إلى الإضرار به، لذلك تعمل الأعضاء الإفراغيَّة أو الإخراجيَّة على إزالة هذه الفضلات الأيضيَّة.
تفرغ النباتات الخضراء ثنائي أكسيد الكربون والماء باعتبارها نواتج تنفسيَّة. تستعمل هذه النباتات ثنائي أكسيد الكربون الناتج عن عملية التنفس في عملية التخليق الضوئي، أما الأكسجين فيعد منتجًا ثانويًا عن هذه العمليَّة، فإنه يخرج عبر الثغور وجدران الخلايا الجذريَّة وغيرها من الطرق. قد تتخلص النباتات من الماء الزائد عبر النَتْح (الاسم العلمي: Transpiration) أو التعرُّق (الاسم العلمي: Guttation). لقد ثبت أنَّ الورقة تعمل حاملةً للإفراغ، وذلك علاوةً لكونها عضوًا أساسيًا في عملية التخليق الضوئي، تُستخدم أيضًا لإفراغ الفضلات السامّة عبر الانتشار. تُطرح الفضلات الأخرى التي تفرزها بعض النباتات، مثل الراتنج واللثى والعصارات وغيرها، من داخلها بواسطة الضغوط الهيدروستاتيكيَّة داخل النبات وبواسطة قوى الامتصاص لخلايا النبات. لا تحتاج هذه العمليات الأخيرة إلى طاقةٍ إضافيَّة، فهي تعمل بشكلٍ سلبي. ومع ذلك، خلال مرحلة ما قبل الانفصال، تكون المستويات الأيضيَّة للورقة مرتفعة. تفرغ النباتات أيضًا بعض الفضلات في التربة المحيطة بها.

التركيب الكيميائي لحمض البول

المنتجات الإفراغيَّة الرئيسية في الحيوانات هي ثنائي أكسيد الكربون والأمونيا (في مفرغات الأمونيا) واليوريا (في مفرغات اليوريا) وحمض البول (في مفرغات البول) والغوانين (في العنكبيات) والكرياتين. يُصفِّي الكبد والكلى العديد من المواد من الدم (مثلًا عبر الإفراغ الكلوي)، ثم تفرغ المواد المصفّاة من الجسم في البول والبراز.
تفرغ الحيوانات المائيَّة عادةً الأمونيا مباشرةً في البيئة الخارجيَّة، حيث يتمتع هذا المركب بقابليةٍ عالية للذوبان ويتوفر الكثير من الماء لتخفيفه. أما في الحيوانات الأرضيَّة، تحوّل المركبات الشبيهة بالأمونيا إلى موادٍ نيتروجينية أخرى، أي اليوريا، والتي تكون أقل ضررًا حيث توجد كمية أقل من الماء في البيئة، كما أنَّ الأمونيا نفسها سامة. تسمى هذه العملية بإزالة السميَّة (الاسم العلمي: Detoxification).

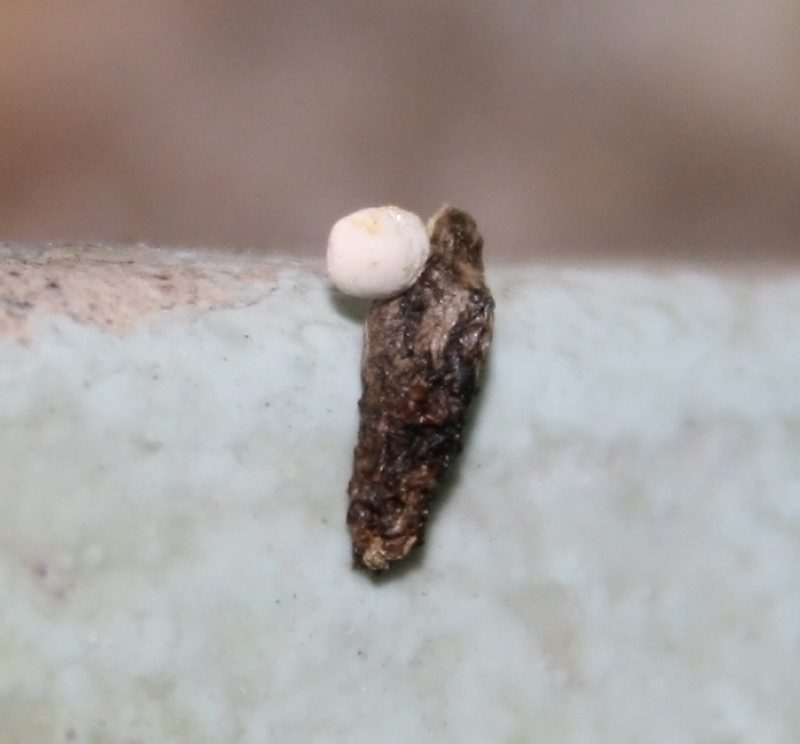
مادة بيضاء من حمض البول تخرج مع البراز الداكن من سحلية. تستخدم الحشرات والطيور وبعض الزواحف الأخرى أيضًا آليةً مماثلة

تفرغ الطيور فضلاتها النيتروجينيَّة على شكل حمض البول ويكون مشابهًا للعجينة، وعلى الرغم أنَّ هذه العملية أكثر كلفةً من الناحية الأيضيَّة، إلا أنها تسمح بالاحتفاظ بالماء بكفاءةٍ أكبر ويمكن تخزينها بسهولة أكبر في البيضة [الإنجليزية]. كما يمكن للعديد من أنواع الطيور، وخاصةً الطيور البحرية، إفراغ الملح عبر الغدد الملحيَّة الأنفيَّة المتخصصة، حيث يخرج المحلول الملحي من خلال فتحات الأنف في المنقار.
أما في الحشرات، فيستخدم نظامُ يتضمن  نبيبات ملبيغي لإفراغ الفضلات الأيضيَّة، حيث تنتشر هذه الفضلات أو تنقل بشكلٍ نشطٍ إلى الأنبوب، والذي ينقلها بدوره إلى الأمعاء، ثم تطرح من الجسم مع المادة البرازيَّة.

## التسمية العربية
تتفق معظم المعاجم الطبيَّة العربيَّة على تعريب «Excretion» إلى «الإِفْراغ»، فيذكر «القاموس الطبي العربي» بأنَّ «الإفْراغ هو إخراج فضلات الجسم»، و«معجم الأحياء: التعريفات العلميَّة» الصادر عام 2009 بأنَّ «إفراغ excretion: تخلص عضوية من المواد غير المرغوب فيها مثل ثاني أكسيد الكربون أو المواد الآزوتية الناتجة عن الاستقلاب»، كما تشير المعاجم بدرجةٍ أقل لتعريباتٍ أخرى، ومنها: الإخراج والتبَرُّز والإبراز والتَغَوُّط.
تخلط المعاجم والمؤلفات الطبيَّة العربيَّة أحيانًا بين مصطلحي «Excretion» و«Secretion»، ويعني الأول الإفراغ/الإخراج، أما الأخير فهو الإفراز. يُميز بينهما بشكلٍ أساسيٍ بأنَّ الأول يتضمن التخلص من الفضلات غير المفيدة للكائن الحي، أما الأخير فهو نقل المواد من منطقةٍ إلى أخرى وعادةً ما تكون هذه المواد ذات مهامٍ محددة. قد تُسمى المواد المفرغة باسم «ejecta» في علم الأمراض.

### باللغة الإنجليزية
1. ↑  Beckett BS (1987). Biology: A Modern Introduction. دار نشر جامعة أكسفورد. ص. 110. ISBN:0-19-914260-2.
2. 1 2  Marvalee H. Wake (15 سبتمبر 1992). Hyman's Comparative Vertebrate Anatomy. University of Chicago Press. ص. 583–. ISBN:978-0-226-87013-7. مؤرشف من الأصل في 2022-12-15. اطلع عليه بتاريخ 2013-05-06.
3. ↑  Ford BJ (أكتوبر 1986). "Even plants excrete". Nature. ج. 323 ع. 6091: 763. Bibcode:1986Natur.323..763F. DOI:10.1038/323763a0. S2CID:4344886. مؤرشف من الأصل في 2013-07-31.
4. ↑  "Excretion". Encyclopædia Britannica. Encyclopædia Britannica Ultimate Reference Suite. Chicago: Encyclopædia Britannica. 2010.
5. ↑  http://www.tutorvista.com/content/science/science-ii/excretion/excretion-plants [وصلة مكسورة] نسخة محفوظة 2024-06-07 على موقع واي باك مشين.
6. ↑  Weiner ID، Mitch WE، Sands JM (أغسطس 2015). "Urea and Ammonia Metabolism and the Control of Renal Nitrogen Excretion". Clinical Journal of the American Society of Nephrology. ج. 10 ع. 8: 1444–58. DOI:10.2215/CJN.10311013. PMC:4527031. PMID:25078422.
7. ↑  "Excretion - General features of excretory structures and functions". Encyclopedia Britannica (بالإنجليزية). Archived from the original on 2024-09-12. Retrieved 2021-02-05.
8. ↑  Carmichael J (1887). "Gastro-Intestinal Disorder in Sucklings". The Transactions of the Edinburgh Obstetrical Society. Edinburgh: Oliver and Boyd. ج. 12: 164–173, 169. PMC:5487197. PMID:29613104.
9. ↑  "Ejecta". Oxford English Dictionary (ط. 2nd). Oxford University Press. 1989.

### باللغة العربيَّة
1. ↑  [أ] محمد هيثم الخياط (2006). المعجم الطبي الموحد: إنكليزي - عربي (بالعربية والإنجليزية) (ط. 4). بيروت: مكتبة لبنان ناشرون، منظمة الصحة العالمية. ص. 693. ISBN:978-9953-33-726-5. OCLC:192108789. QID:Q12193380.
[ب] يوسف حتي؛ أحمد شفيق الخطيب (2011). قاموس حتي الطبي الجديد: طبعة جديدة وموسعة ومعززة بالرسوم إنكليزي - عربي مع ملحقات ومسرد عربي - إنكليزي (بالعربية والإنجليزية) (ط. الأولى). بيروت: مكتبة لبنان ناشرون. ص. 311. ISBN:978-9953-86-883-7. OCLC:868913367. QID:Q112962638.
[جـ] قاسم سارة (2013). معجم أكاديميا الطبي الجديد (بالعربية والإنجليزية) (ط. 1). أكاديميا إنترناشيونال. ص. 219. ISBN:978-9953-37-092-7. OCLC:1164356572. QID:Q112637909.
[د] يوسف حتي؛ أحمد شفيق الخطيب (2011). قاموس حتي الطبي الجديد: طبعة جديدة وموسعة ومعززة بالرسوم إنكليزي - عربي مع ملحقات ومسرد عربي - إنكليزي (بالعربية والإنجليزية) (ط. الأولى). بيروت: مكتبة لبنان ناشرون. ص. 70. ISBN:978-9953-86-883-7. OCLC:868913367. QID:Q112962638.
[هـ] المعجم الموحد لمصطلحات الطب الباطني: (إنجليزي - فرنسي - عربي). سلسلة المعاجم الموحدة (50) (بالعربية والإنجليزية والفرنسية). الرباط: مكتب تنسيق التعريب. 2020. ص. 216. ISBN:978-9920-690-05-8. QID:Q116451569.
2. ↑  عبد العزيز اللبدي (2005)، القاموس الطبي العربي: عربي - عربي (بالعربية والإنجليزية) (ط. 1)، عَمَّان: دار البشير (الأردن)، ص. 71، OCLC:81299958، QID:Q119764318
3. ↑  ميرفانا سلامة (2009). معجم الأحياء: التعريفات العلمية (بالعربية والإنجليزية) (ط. 1). عَمَّان: دار صفاء للطباعة والنشر والتوزيع. ص. 209. ISBN:978-9957-24-444-6. OCLC:1227804315. QID:Q130335042.
4. ↑  أحمد نبيل أبو خطوة؛ هاني شودري (2022). رانية العرضاوي (المحرر). معجم الكيمياء الحيوية والجينوم والبيولوجيا الجزئية (بالعربية والإنجليزية). جدة: جامعة الملك عبد العزيز. ص. 255. ISBN:978-603-8337-24-0. QID:Q124330658.
5. ↑  [أ] يوسف حتي؛ أحمد شفيق الخطيب (2011). قاموس حتي الطبي الجديد: طبعة جديدة وموسعة ومعززة بالرسوم إنكليزي - عربي مع ملحقات ومسرد عربي - إنكليزي (بالعربية والإنجليزية) (ط. الأولى). بيروت: مكتبة لبنان ناشرون. ص. 311. ISBN:978-9953-86-883-7. OCLC:868913367. QID:Q112962638.
[ب] معجم المصطلحات الطبية (بالعربية والإنجليزية) (ط. 2). القاهرة: مجمع اللغة العربية بالقاهرة. ج. 2. 1990. ص. 179. ISBN:978-977-5037-00-8. OL:18191706M. QID:Q124465865.
[جـ] أيمن الحسيني (1996). قاموس ابن سينا الطبي: قاموس طبي علمي مصور (بالعربية والإنجليزية). مراجعة: عز الدين نجيب. القاهرة: مكتبة ابن سينا. ص. 144. ISBN:978-977-271-202-1. OCLC:4770172048. QID:Q113472538.
[د] يوسف حتي؛ أحمد شفيق الخطيب (2011). قاموس حتي الطبي الجديد: طبعة جديدة وموسعة ومعززة بالرسوم إنكليزي - عربي مع ملحقات ومسرد عربي - إنكليزي (بالعربية والإنجليزية) (ط. الأولى). بيروت: مكتبة لبنان ناشرون. ص. 70. ISBN:978-9953-86-883-7. OCLC:868913367. QID:Q112962638.